# Hyperplazie děložní sliznice
Hyperplazie děložní sliznice, odborně hyperplazie endometria, je hyperplazie neboli zmnožení buněk děložní sliznice. Poměrně často se vyskytuje při biopsii (odběru) děložní sliznice. V histologickém popisu rozlišujeme hyperplazii typickou či atypickou, simplexní či komplexní.

## Vznik
Nejčastěji zjistitelnou příčinou hyperplazie endometria je nadměrná hormonální stimulace estrogeny.[zdroj?] Tyto mohou být dodávány exogenně (z vnějšího prostředí), nebo se mohou tvořit endogenně (vnitřně, např. v tukových rezervách).

## Projevy
Hyperplazie děložní sliznice se vyskytuje především u žen v období okolo menopauzy, tzv. perimenopauze, a v období po ní. Některé případy jsou asymptomatické (bez projevů), ale častěji dochází k nepravidelnostem děložního krvácení (krvácení mezi menstruacemi, špinění, aj.).

## Terapie
Léčba hyperplazie děložní sliznice závisí na histologickém typu hyperplazie. Některé typy jsou zcela benigní a můžeme je zaléčit medikací (léky), jiné jsou podezřelé z výskytu rakoviny děložního těla a je nutný chirurgický výkon v podobě odstranění dělohy.